# SN 1987A

초신성 폭발이 있기 2만 년 전 본체에서 방출된 고리 형태의 물질들이, 확장 중인 초신성 잔해와 충돌하는 장면. 허블 우주 망원경이 시간의 흐름에 따라 촬영한 사진.

초신성 1987A(SN 1987A, 超新星 一九八七─)는 대마젤란 성운의 독거미 성운 근처에 존재했던 초신성이다. 1987A와 지구의 거리는 약 16만 8,000광년으로, 비교적 가까운 거리였기 때문에 폭발 장면을 맨눈으로도 볼 수 있었다. 1604년에 발견된 초신성 이래 폭발 당시에 육안으로 볼 수 있었던 두 번째 초신성으로 기록되었다. NASA는 초신성 1987A에 대해 "수세기 동안 가장 밝은 초신성 폭발"중 하나라고 밝혔다. 대신 이 초신성의 위치는 남반구 하늘이었기 때문에 북반구에 있는 사람들은 목격할 수 없었다. 1987A는 케플러 초신성 1604(우리 은하 내에서 폭발했다) 이후 400년 만에 지구에서 가장 가까운 곳에서 폭발한 초신성이었다. 1987A가 폭발한 빛은 1987년 2월 23일 지구에 도착했다. 1987년에 최초로 발견된 초신성이었기 때문에 1987A라는 기호가 붙었다. 1987A의 밝기는 3등급까지 올라갔다가 이후 수 개월에 걸치면서 서서히 어두워져 갔다. 근대적인 관측 장비를 구비한 상황에서 최초로 목격된 초신성이기도 했다.
이 초신성은 1987년 2월 24일 칠레 라스 캄파나스 천문대의 이안 셸턴과 오스카 듀할데, 짐바브웨의 콜린 헨쇼, 뉴질랜드의 알버트 존스가 각각 독립적으로 발견했다. 1987년 3월 4일 ~ 3월 12일 사이 당시 가장 큰 자외선 관측선이었던 애스트론도 이 현상을 우주에서 관측했다.
1987A와 지구의 거리는 16만 8천 광년이기 때문에, 실제로 이 별은 16만 8천년 전에 폭발한 셈이 된다.

## 본체 별

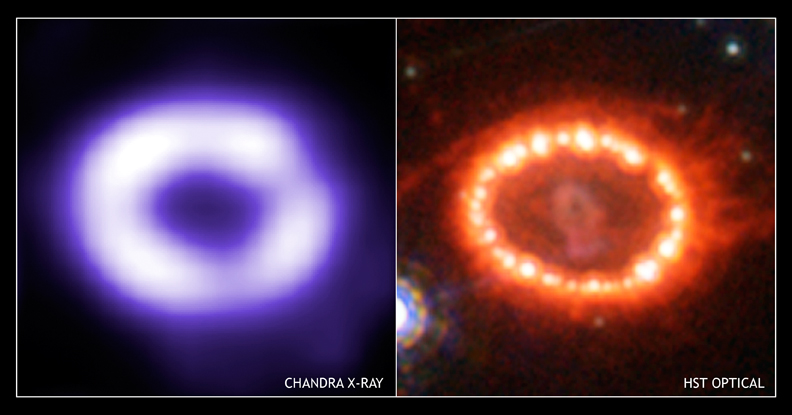
SN1987A

초신성의 폭발이 감지된 후 이 별의 본체를 찾는 작업이 진행되었다. 예전 독거미 성운 근처를 찍어 두었던 사진과 폭발 사진을 맞춰 본 결과 1987A의 본체는 태양 질량의 약 20배에 달하는 샌덜릭 -69도 202a라는 B3형의 청색 초거성으로 밝혀졌다. 본체의 발견으로 1987A는 초신성 관측사에서 원래 별의 실체를 밝혀낸 최초의 사례가 되었다. 다만 본체가 청색 초거성임은 뜻밖의 결과로, 당시의 항성진화 이론에 따르면 질량이 큰 별들은 최후에 청색 초거성이 아닌 적색 초거성 상태에서 초신성 폭발을 일으키는 것으로 생각했기 때문이었다. 과거 이론에 의하면 본체였던 샌덜릭 -69도 202a는 쌍성이었으나 폭발이 있기 2만 년 전에 하나의 별로 합쳐졌다고 추측한다. 이 해석은 논란의 여지를 남겼다. 결국, 현재는 대마젤란은하 내에 있는 별들의 낮은 금속 함량에 원인이 있는 것으로 생각된다.

## 중성미자 방출
초신성 1987A에서 방출된 가시광선이 지구에 도착하기 세 시간 전에, 중성미자의 폭발 현상이 중성미자 관측소 세 군데에서 동시에 포착되었다. 중성미자가 가시광선보다 먼저 지구에 도착한 이유는, 중성미자 방출 현상(중심핵 붕괴와 동시에 일어난다)이 가시광선 방출(충격파가 항성 표면에 도달하는 순간 일어난다)보다 빠르게 발생했기 때문이다.
세계시 기준 오전 7시 35분, 가미오칸데2 중성미자 관측소에서는 반중성미자 11개가 검출되었고, 미국 오하이오주 IMB에서는 8개, 러시아 박산에서는 5개가 검출되었다.(당시 중성미자 폭발 현상은 13초간 지속되었다)
전 세계적으로 포획에 성공한 중성미자는 단 24개에 불과했으나 이는 초신성 연구에 있어 획기적인 사건이었다. 초신성에서 방출된 중성미자를 최초로 확인하게 되었으며, 붕괴 에너지의 99퍼센트가 중성미자 형태로 방출된다는 이론과 실제가 일치함을 입증하는 사건이기도 했다.
중성미자와 반중성미자는 16만 8천 광년의 거리를 각각 12초 간격으로 달려와서 지구에 도착했다. 여기서 기존의 이론에서 주장했던 물질, 반물질, 광자는 중력의 영향을 동일하게 받는다는 이론이 사실임이 입증되었다.

## 중성자 별의 존재여부
초신성 1987A는 중심핵이 붕괴하여 폭발한 초신성으로 보이며, 기존 이론에 따르면 중심에는 중성자 별이 남아 있어야 한다. 초신성 폭발이 관측된 후 천문학자들은 폭발 중심부에 남아 있을 중심핵을 찾았지만 아무것도 남아 있지 않았다고 알려졌다. 이처럼 중성자 별이 '실종'된 이유를 천문학자들은 다음 두 가지로 추측했다. 첫째, 중성자 별은 두꺼운 성간 가스에 둘러싸여 지구에서 보이지 않을 뿐이다. 둘째, 많은 양의 물질이 중심부에 남은 천체로 다시 끌려 들어가서 블랙홀로 진화했다는 것이다. 하지만 결국 영국 카디프대학의 물리·천문학과 필 시건 박사가 이끄는 연구팀이 두꺼운 우주먼지에 숨어있던 문제의 중성자별을 찾아냈다고 학술지 '천체물리학 저널(The Astrophysical Journal)' 최신호에 밝혔다. 연구팀은 아타카마 대형 밀리미터 집합체(ALMA)로 포착한 고선명 이미지를 통해 주변보다 더 밝게 빛나는 먼지구름을 확인했다. 이 지역은 SN 1987A가 남긴 중성자별이 있을 것으로 추정되는 곳이기도 했다. 연구팀은 중성자별을 둘러싸고 있는 먼지구름이 별빛을 가리고 있었다면서 "초신성 잔해 안의 먼지구름 속에 중성자별이 있다고 처음으로 확실하게 말할 수 있게 됐다"고 밝혔다. 논문 공동저자인 마츠우라 미카코 박사는 "중성자별의 빛이 주변을 둘러싼 먼지구름에 흡수됐지만 이는 서브밀리미터파에서 구름을 밝게 빛나게 만들어 아타카마 대형 밀리미터 집합체를 통해 이를 관측할 수 있었다"고 설명했다. 마츠우라 박사는 "이번 연구결과는 대형 별이 어떻게 생을 마감하고 초고밀도의 중성자별을 남기는지에 대한 이해를 넓힐 수 있게 됐다. 우리는 중성자별이 이 먼지구름 뒤에 존재하며 정확한 위치를 알고 있다고 확신한다. 그리고 앞으로 먼지구름이 걷히기 시작하면 중성자별을 직접 볼 수도 있을 것이다."이라고 말했다.

## 수수께끼의 반점
1987년 3월 말에서 4월에 걸쳐 영국과 미국의 천문학자들이 스펙클 간섭계를 통해 초신성 1987A 주변을 관측한 결과, 초신성 폭발이 일어난 위치에서 약 2광주(빛의 속도로 2주 걸리는) 거리에서 초신성 10분의 1 정도 밝기를 지닌 천체를 발견했다. 이 천체는 겉보기 등급 7등급 정도였으며 폭발이 일어나기 전에는 존재하지 않았다. 1987년 5월 초 이 결과가 발표되었으며 이 천체에 '수수께끼의 반점(Mystery Spot)'이라는 명칭을 붙였다.

## 초신성 1987A까지의 거리
초신성 1987A 주위에 형성된 세 개의 밝은 빛의 고리는 본체였던 샌들리악 -69도 202a의 표층에서 항성풍 형태로 뿜어져 나왔던 물질들이다. 이 고리들은 초신성 폭발에서 나온 자외선 섬광으로 인해 이온화된 상태이며, 다양한 방출선을 스펙트럼 상에 보여주고 있다. 이 고리들은 초신성 폭발 후 수 개월 뒤에 나타났다. 이들 고리의 시지름은 0.808 초각으로, 빛의 속도를 고려하여 이들 고리가 밝혀지는 데 걸린 시간을 삼각법으로 계산한 결과 1987A에서 지구까지의 거리는 16만 8천 광년으로 측정되었다. 잔해는 주변 공간으로 꾸준히 퍼져 나가고 있으며, 시지름의 증가에서 구한 잔해의 이동 속도는 시속 1천만 킬로미터에 이른다.

## 잔해의 진화 양상
허블 우주망원경의 관측 결과에 의하면, 폭발을 일으킨 중심별 주위에는 현재 3개의 아름다운 고리가 형성되어 있다. 이 가운데 가장 밝고 작은 고리는 중심별을 포함하는 평면에 놓여 있고, 나머지 2개의 큰 고리는 각각 지구에서 보는 시선방향 앞뒷쪽으로 펼쳐져 있다고 추측된다. 그러나 이들의 성인에 대해서는 아직 자세히 밝혀져 있지 않다. 초신성1987A의 잔해의 진화 양상에 대해서는 앞으로도 장기적인 연구가 예상된다.

## 같이 보기
- 초신성
- 중성미자